# Welcome to the Theater (musikalbum av ReinXeed)
Welcome to the Theater är det svenska power metal-bandet ReinXeeds (sedermera Majestica) femte studioalbum. Det släpptes först i Japan i maj 2012 på Seven Seas och en vecka senare i Europa på Liljegren Records (tidigare Rivel Records).
Skivans tema är action- och äventyrsfilmer, och låtarna referar till specifika filmer, såsom Jurassic Park, Braveheart, Terminator och Indiana Jones och kristalldödskallens rike.
Den japanska utgåvan innehåller två covers: "Hiroshima" av Gary Moore och "Halloween" av Helloween.
En musikvideo spelades in till "Temple of the Crystal Skulls".

## Låtlista
1. "Welcome" (instrumental) – 1:12
2. "Life Will Find a Way" – 5:37
3. "Follow Me" – 3:52
4. "Save Us" – 5:55
5. "Stranger Tides" – 5:30
6. "Somewhere in Time" – 6:16
7. "Freedom" – 8:15
8. "No Fate" – 6:50
9. "Temple of the Crystal Skulls" – 4:35
10. "Welcome to the Theater" – 3:46

Bonusspår på japanska utgåvan
1. "Hiroshima" – 4:31
2. "Halloween" – 10:12

## Medverkande
Musiker
- Tommy Johansson – sång, gitarr, keyboard, orkestrering
- Calle Sundberg – gitarr, bakgrundssång
- Nic Svensson – basgitarr, bakgrundssång
- Alfred Fridhagen – trummor

Bidragande musiker
- Per Fredrik Åsly – sång
- Ronny Hemlin – sång
- Jack L. Stroem – gitarr
- Kim Arvidsson – gitarr
- Frida Viberg – sång

Produktion
- Tommy Johansson – producent, studiotekniker, mixning
- Christian Liljegren – exekutiv producent
- Micke Lind – mastering
- Markus Sigfridsson – omslagskonst
- Marcus Grip – foto